# Tunander från Dalarna
För den västgötska släkten med småländska spridningar, se Thunander från Västergötland
Tunander från Dalarna är en svensk släkt med rötter i Stora Tuna församling i Dalarna. Hemmansägaren Göranhans Anders Görsson och hans hustru Anna Jansdotter i Grefbo, som båda var födda i Stora Tuna, hade söner som antog namnet Tunander.

## Stamtavla över kända medlemmar
- Göranhans Anders Görsson (1841–1919), hemmansägare, Grefbo, Stora Tuna
  - Elias Tunander (1883–1969), folkskollärare
    - Ingemar Tunander (1916–1997), museiman och författare, gift med 1) Gunvor Lilja och 2) 1957 Britt Tunander (född 1921), författare och journalist
      - Petra Tunander (1945–1967)
        - Jelena Rundqvist (född 1967), skådespelare

      - Ola Tunander (född 1948), professor
      - Pontus Tunander (1957–2011), författare, målare och konservator